# Renate Kolde
Renate Kolde (* 18. August 1931; † 19. September 2012 in Juist, Ostfriesland), geborene Lehmann, war Journalistin und Pilotin sowie die erste Flugleiterin Deutschlands, zuletzt auch die dienstälteste. In der Luftfahrt war sie als die „Stimme des Nordens“ bekannt.

## Leben
Kolde war zunächst bis 1962 in verschiedenen Ressorts journalistisch für die Redaktion der Wochenzeitung „Die Zeit“ in Hamburg tätig. Dann lernte sie den Pädagogen Hans Kolde kennen und lieben. Durch ihn gelangte sie im selben Jahr auf die Nordseeinsel Juist, wo sie ihn heiratete.
Ihr Ehemann leitete die Jugendbildungsstätte Theodor Wuppermann am Flugplatz Juist, der gerade vor seinem Ausbau stand. Der Verkehrslandeplatz musste technisch den aktuellen luftrechtlichen Bestimmungen entsprechen und künftig mit einer behördlichen Luftaufsicht ausgestattet sein. Um eine berufliche Perspektive auf der Insel bemüht, machte Kolde vor diesem Hintergrund ihren Pilotenschein. Nach ihrer Ausbildung an der Flugsicherungsschule München erhielt sie vom Niedersächsischen Verkehrsministerium die Berufung als Beauftragte für Luftaufsicht am Verkehrslandeplatz Juist.
Als erste Frau auf einem Tower hatte Kolde mit erheblichen Vorbehalten seitens der Männer zu kämpfen. Mit ihrem Know-how und Durchsetzungsvermögen gelang es ihr jedoch, sich die Anerkennung von Privat- und Berufspiloten zu erarbeiten. Für die Luftfahrtbehörde wurde Kolde zu einer Instanz für Fragen der Flugsicherheit. Während ihrer langjährigen Tätigkeit gab es keinen einzigen Unfall, dafür 1984 den „Prix Orange“ der AOPA-Germany als Auszeichnung für den freundlichsten deutschen Flugplatz, nach einer Pilotenumfrage zurückzuführen auf Renate Kolde und ihre Kollegen Walter Pilgrim und Erich Faller.
Am 31. Dezember 1996 beendete Renate Kolde ihre 34-jährige Tätigkeit am Verkehrslandeplatz Juist, als Pilotin blieb sie der Fliegerei jedoch auch nach ihrer Pensionierung noch viele Jahre aktiv verbunden.
Ab 1999 brachte Kolde ihre journalistische Erfahrung in das saisonal erscheinende und rund 100 Seiten umfassende Magazin „Strandlooper“ der Nordseeinsel ein.
Sie verstarb im Alter von 81 Jahren und wurde auf dem Friedhof der Inselkirche Juist beigesetzt.

## Werk
- Peter Smidt, Hans Kolde, Renate Kolde (Bearb.): Das Kreuz von Memmert. Die dramatische Geschichte vom Untergang des Borkumer Motorkutters „Annemarie“ im September 1931. Verlag Alt-Juist. Juist 2006. ISBN 978-3-937767-13-0

## Engagements
- Juist-Stiftung
- Juister Gospelchor
- Heimatverein Juist
- „Strandlooper“, saisonales Magazin der Nordseeinsel Juist